# Seyresse
Seyresse är en kommun i departementet Landes i regionen Nouvelle-Aquitaine i sydvästra Frankrike. Kommunen ligger i kantonen Dax-Sud som tillhör arrondissementet Dax. År 2022 hade Seyresse 1 022 invånare.

## Befolkningsutveckling
Antalet invånare i kommunen Seyresse
Referens:INSEE